# Psammomys obesus
Psammomys obesus là một loài động vật có vú trong họ Chuột, bộ Gặm nhấm. Loài này được Cretzschmar mô tả năm 1828.

## Hình ảnh

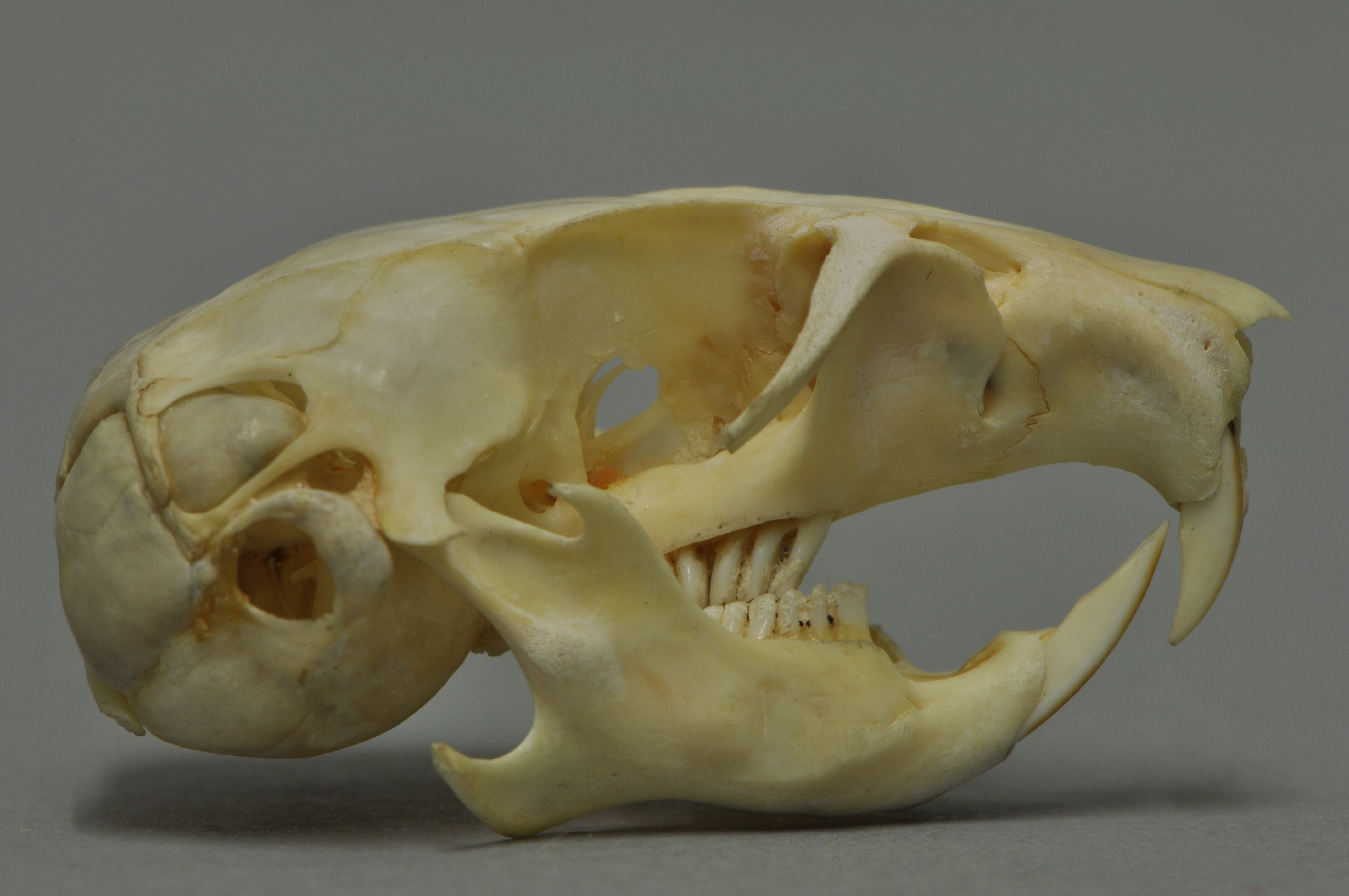
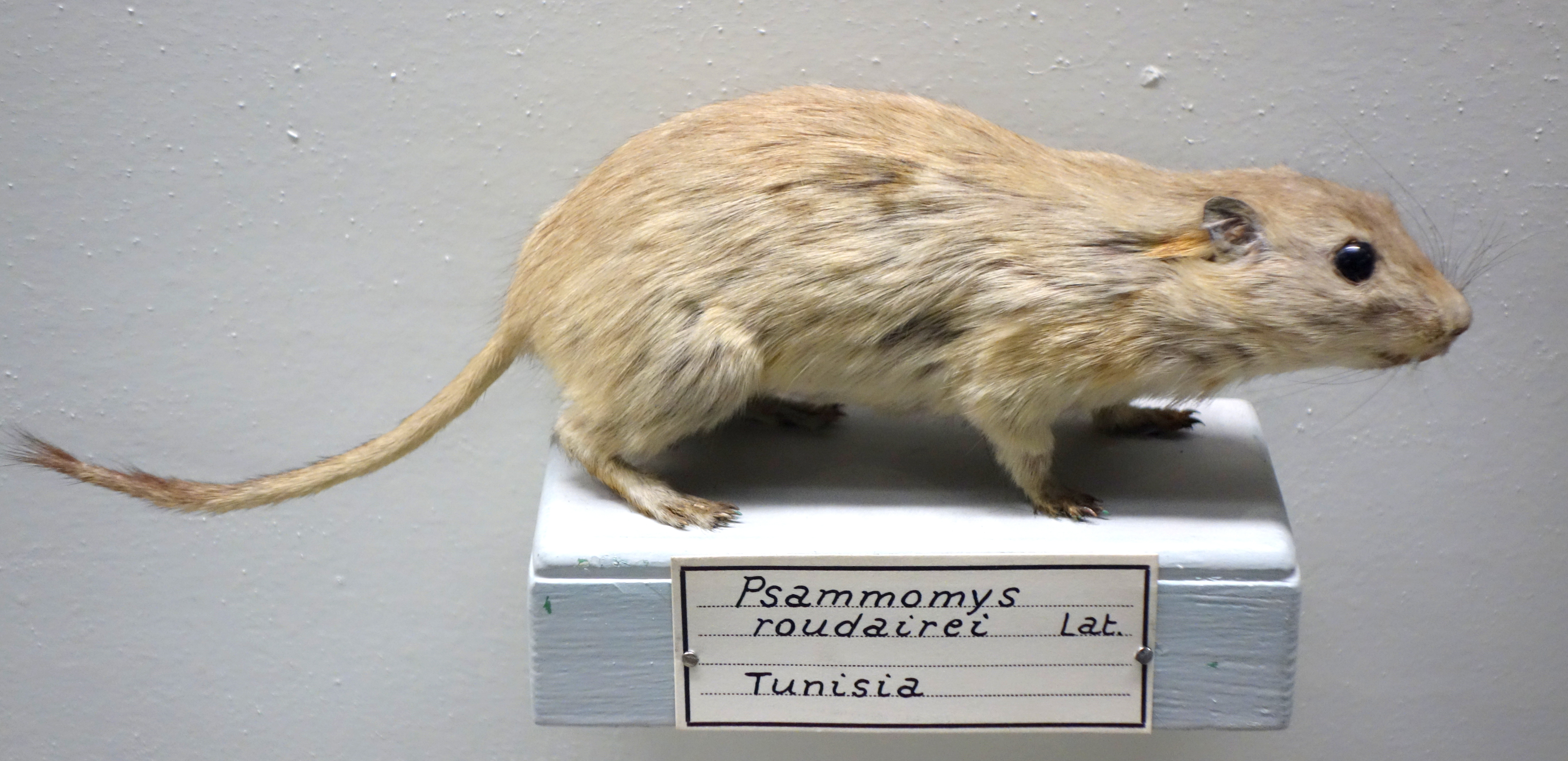
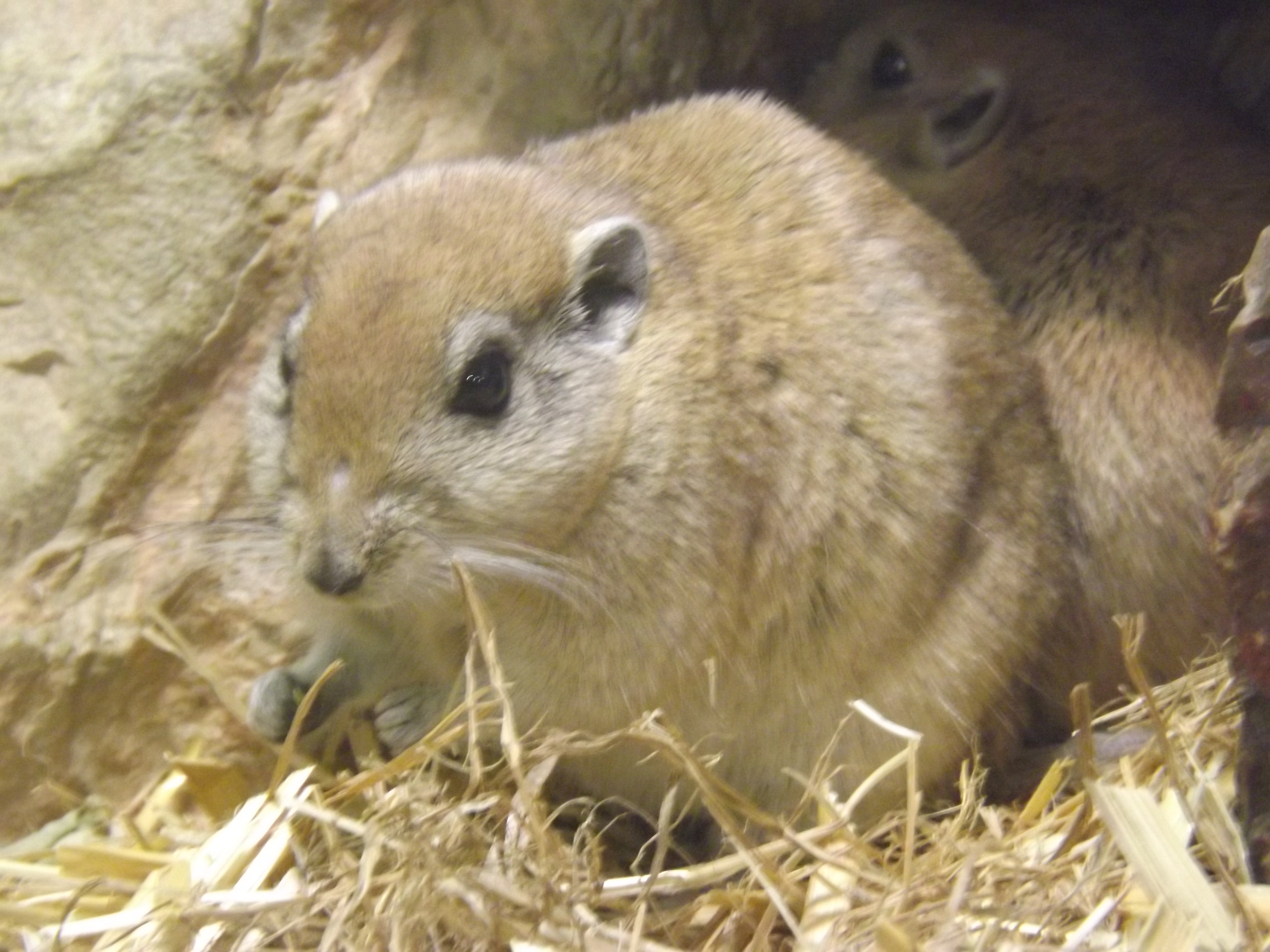
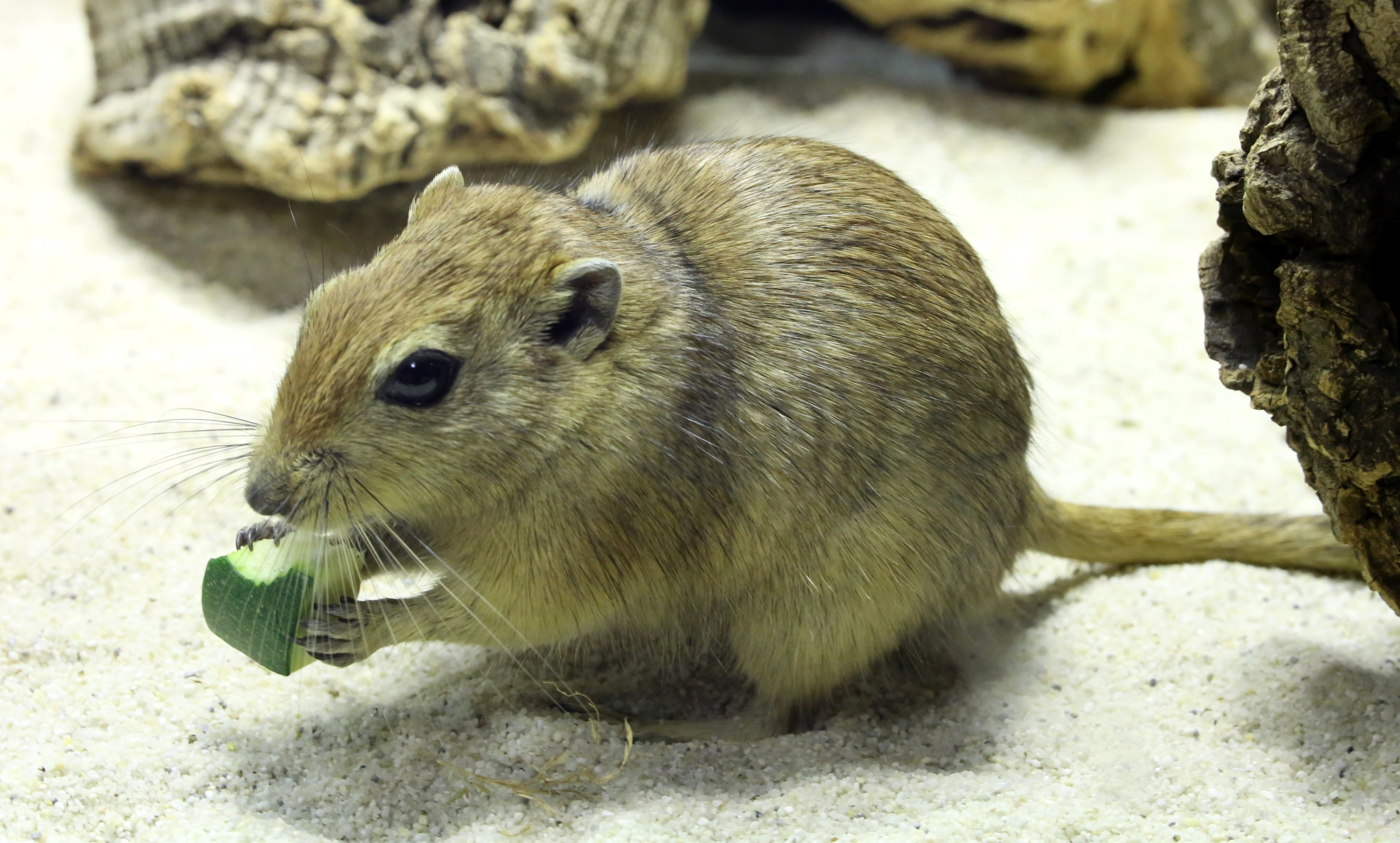